# Бакшеївка
Бакшеївка — село (до 2011 — селище.) в Україні, у Вовчанській міській громаді Чугуївського району Харківської області. Населення становить 150 осіб, згідно перепису населення за 2001 рік. До 2020 орган місцевого самоврядування — Новоолександрівська сільська рада.
Колишня назва - хутор Ромашово.

## Географія

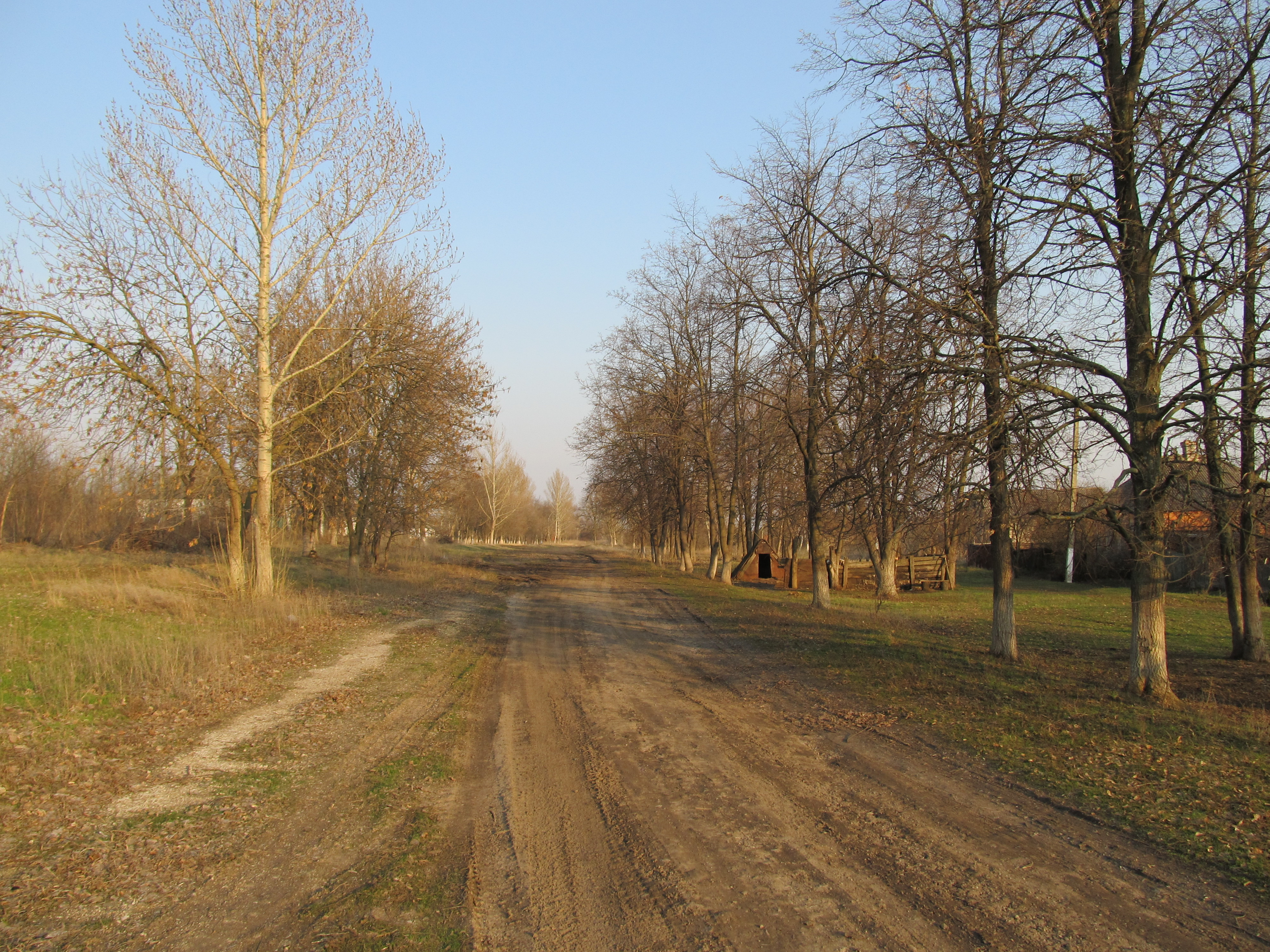
Село Бакшеївка. Центральна вулиця (2012 рік)

Село Бакшеївка розташоване на початку балки Яр Караїчний, по якій протікає пересихаючий струмок з кількома загатами. На відстані 1 км розташоване селище Вірівка  і за 5 км смт Білий Колодязь. За 2 км проходить автомобільна дорога Т 2104, за 3 км залізнична станція Бакшеївка.

## Історія
За даними офіційного сайту Верховної Ради України, Бакшеївка була заснована в 1695 році.
На 1864 рік Бакшеївка мала назву хутір Ромашово (можливо, Романов) і мала 10 дворів, в яких проживало 32 особи.
Рішенням виконкому Харківської обласної Ради народних депутатів від 30 вересня 1958 року Бакшеївську та Новоолександрівську сільради Вовчанського району було об'єднано в одну — Новоолександрівську сільраду з центром у селі Новоолександрівка.
12 червня 2020 року, відповідно до Розпорядження Кабінету Міністрів України  № 725-р «Про визначення адміністративних центрів та затвердження територій територіальних громад Харківської області», увійшло до складу Вовчанської міської громади.
19 липня 2020 року, в результаті адміністративно-територіальної реформи та ліквідації Вовчанського району, село увійшло до складу Чугуївського району.

## Демографія

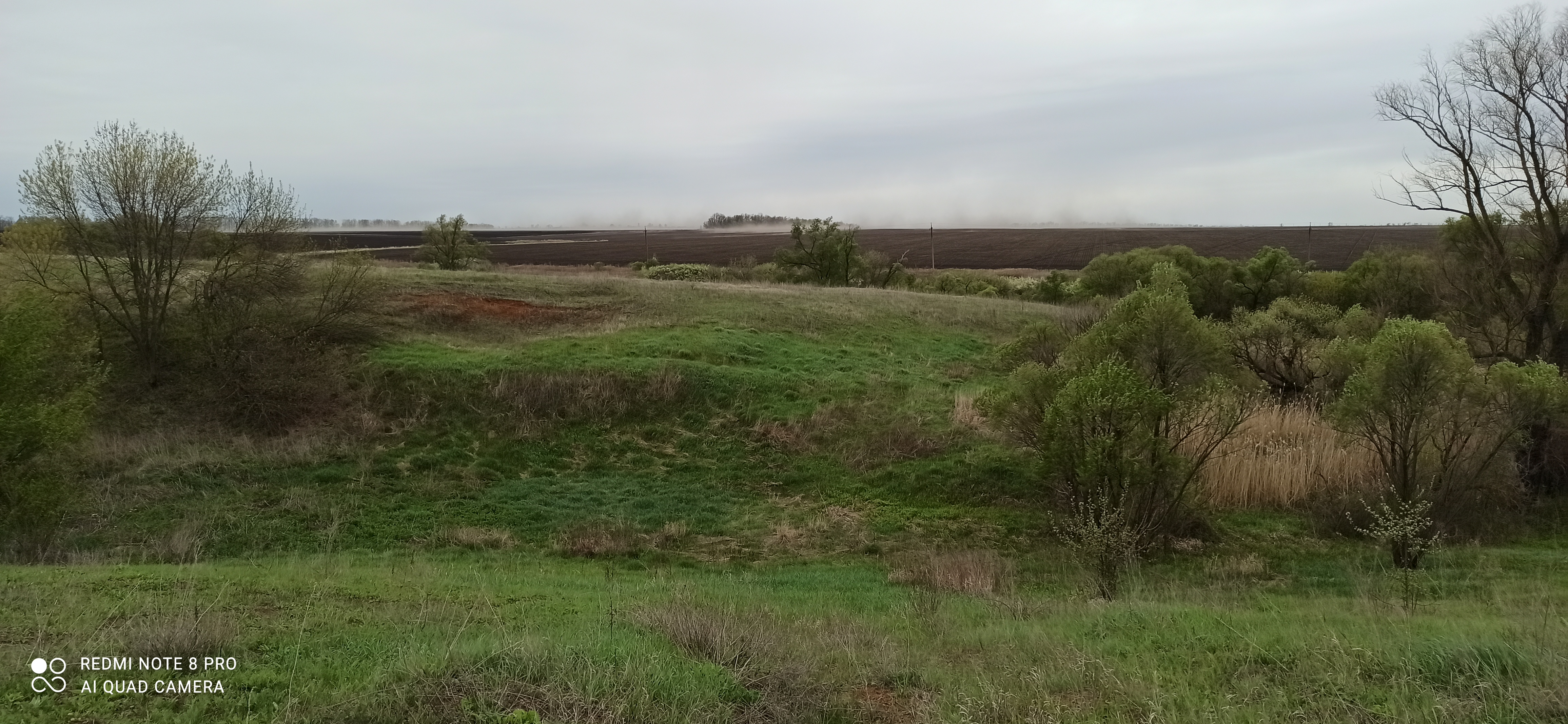
Балка Яр Караїчний та місце початку однойменної річки Яр Караїчний на краю села Бакшеївка

Населення за переписом 2001 року становило 150 осіб (74 чоловіки та 76 жінок).
Список прізвищ, що проживали на 1915 рік:
Хижняк, Борщов, Жеглов, Поляков, Гатицький, Капленко, Шевченко, Колесніков, Пацакул, Пацакула, Брехунченко, Гарбунов, Марадуда, Мороз, Четверіков, Фоменко, Радченко, Треньов, Могилка, Лихотерез.

## Економіка
У селі Бакшеївка при Радянській владі розташовувалося Ватутинське відділення бурякорадгоспу «Олександрівський», у користуванні якого було 6423 га сільськогосподарських угідь, у тому числі 5355 га орної землі. 
У радгоспі було 4 відділення, 4 тракторні бригади, 11 ферм. Основний напрямок господарства - бурякове насінництво. Крім того, вирощуються зернові та технічні культури. Напрямок тваринництва - м'ясо-молочний. Розвинене свинарство.

## Об'єкти соціальної сфери

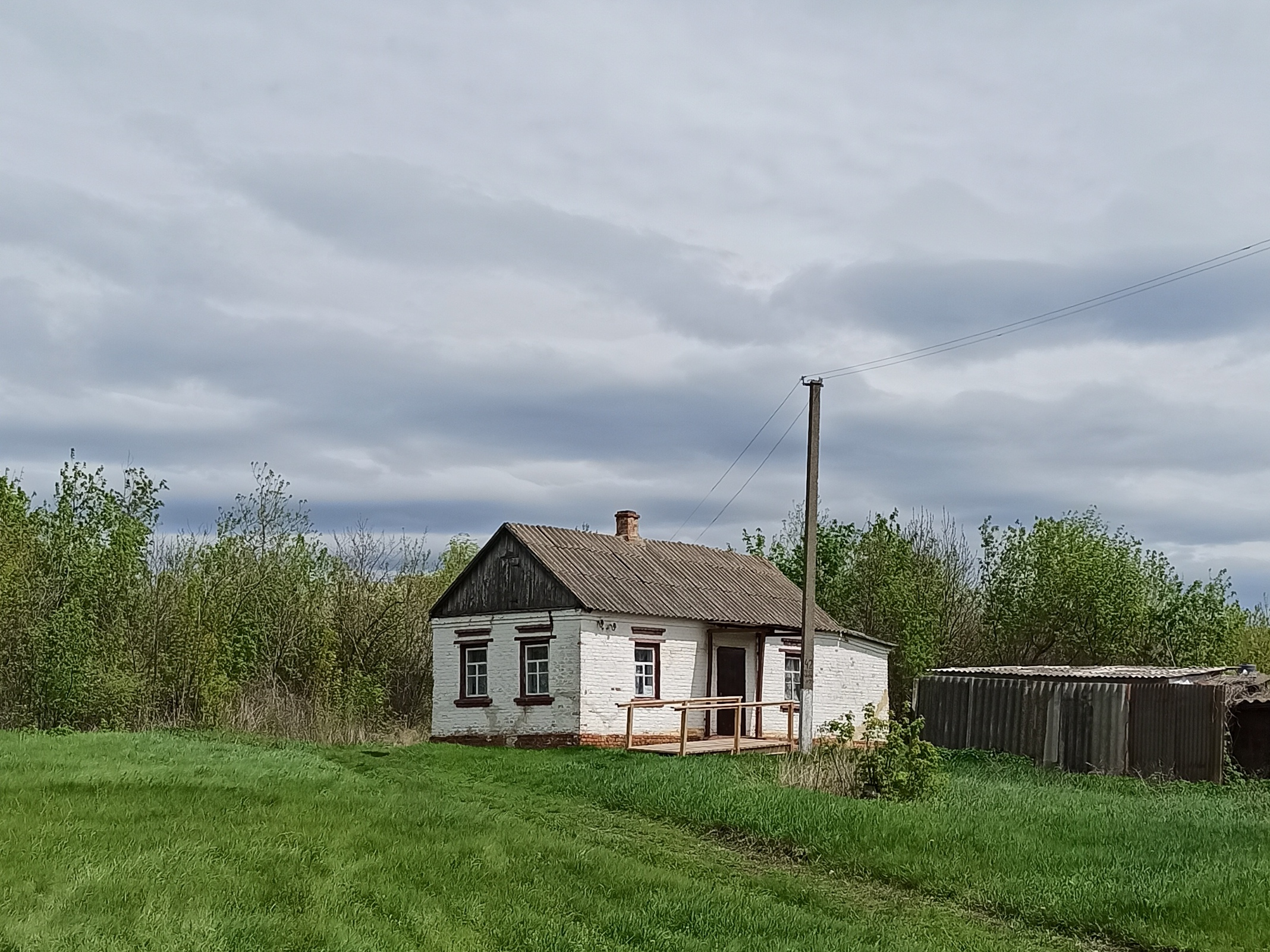
Фельдшерський пункт с.Бакшеївка (2021)

Фельдшерський пункт (вулиця Ватутіна, 23).

## Пам'ятки

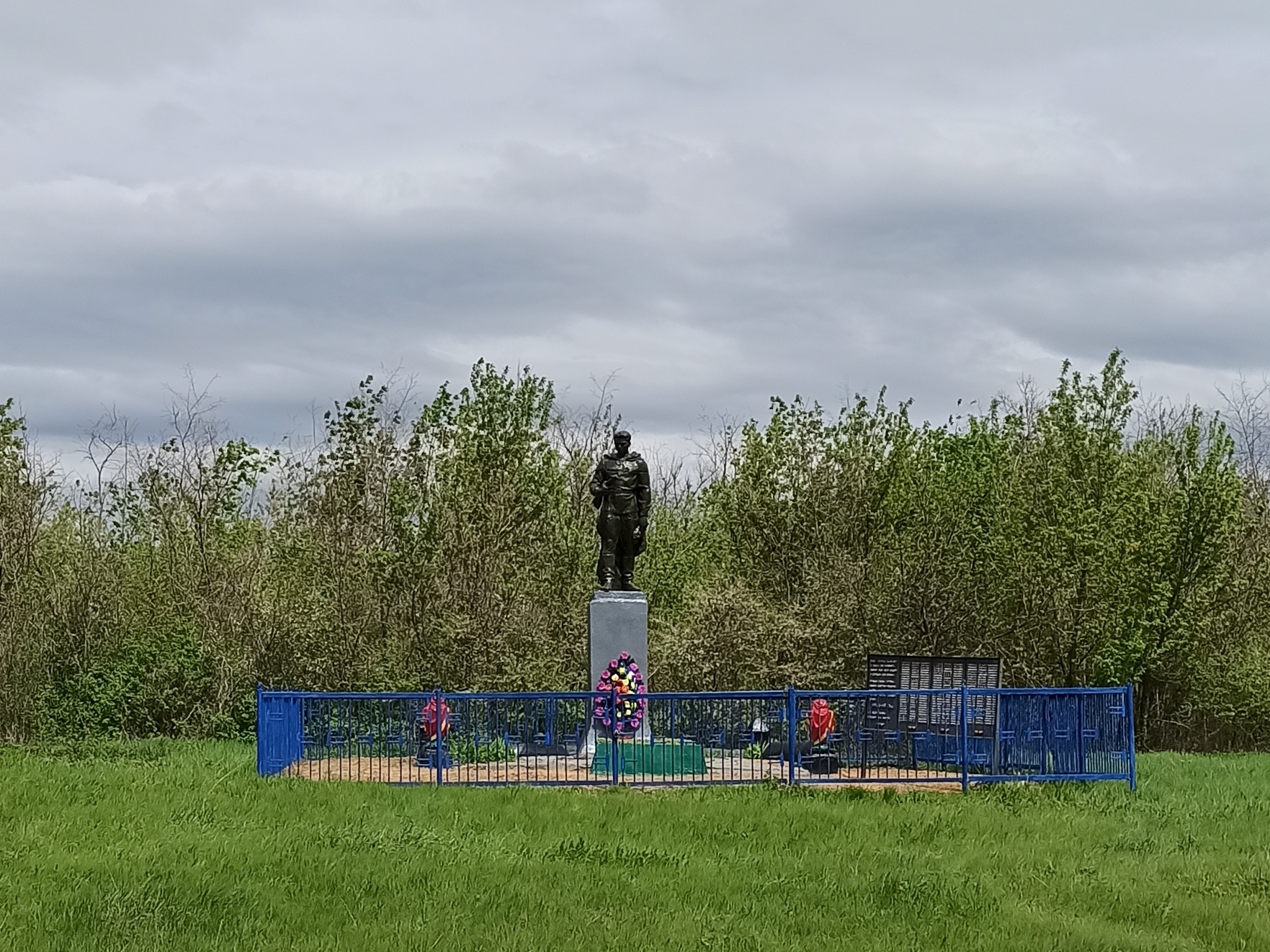
Братська могила та памятник радянським воїнам-визволителям, с.Бакшеївка

На території села розташована Братська могила Радянських воїнів-визволителів, які загинули в цих місцях у червні 1942 року.
На ній у 1964 році було встановлено пам'ятник, який занесений до Книги Пам'яті Харківської Області за №631.

## Відомі люди
Треньов Костянтин Андрійович  (1876-1945) — радянський письменник та драматург, який написав низку оповідань на селянські теми, цикл нарисів «На Украине» (1916), в яких змальоване життя і побут українського народу. 
В українських театрах ставили драми Треньова «Любов Ярова» (1927) і «На березі Неви» (1937)..